# Bencsik István (szobrász)

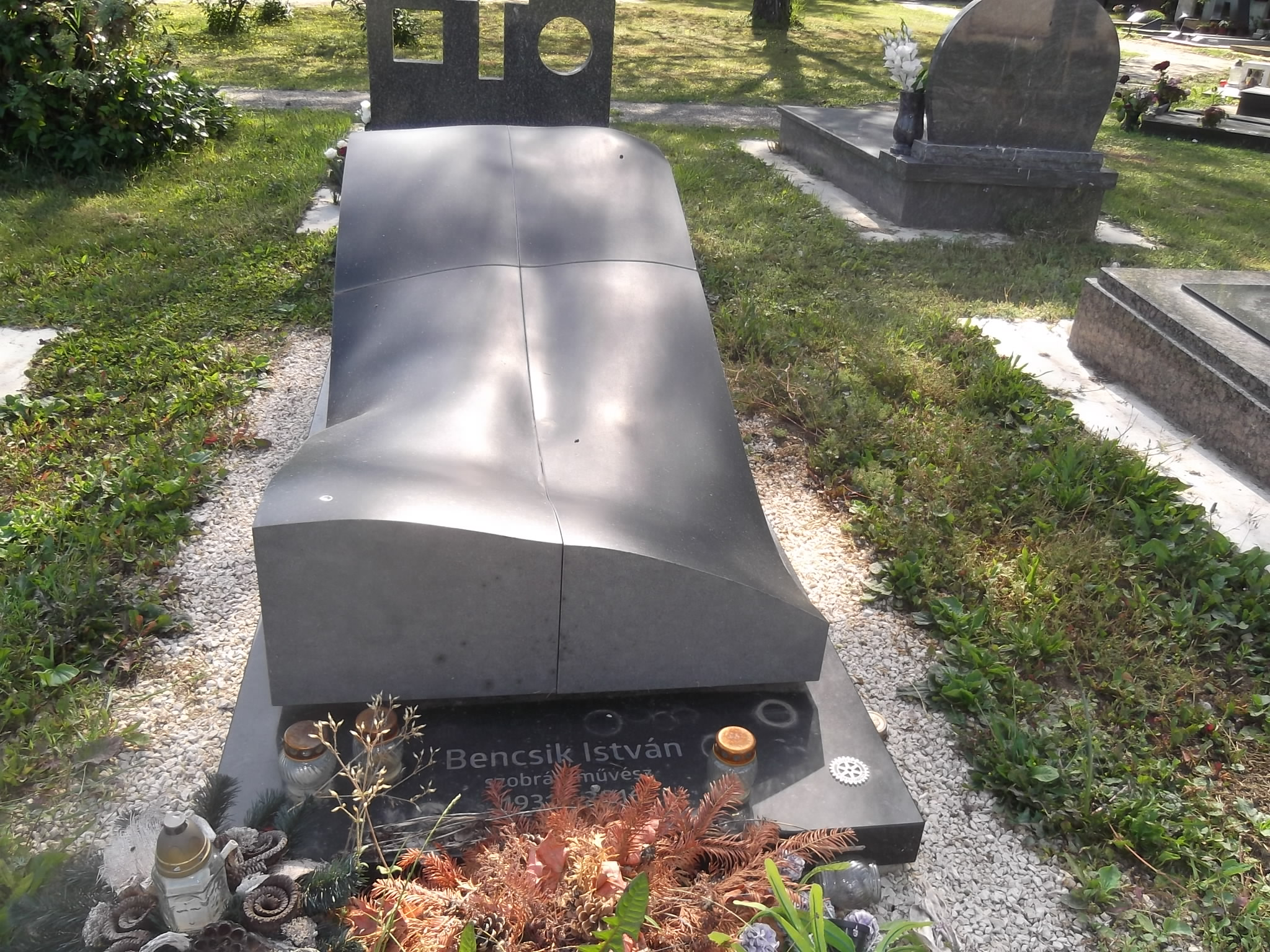
Sírja a Pécsi Köztemetőben. Parcella N, sor II., sírhely 18.

Bencsik István (Marcali, 1931. május 29. – Pécsvárad, 2016. augusztus 13.) Kossuth-díjas magyar szobrászművész.

## Pályafutása
Nagyatádon végezte elemi iskoláit. 1947–1951 között a Budapesti Művészeti Gimnáziumban tanult, ahol Somogyi József tanítványa volt. 1951 és 1957 között elvégezte a Magyar Képzőművészeti Főiskolát, itt Mikus Sándor volt a mestere.
1957-től 1959-ig (majd 1977-től 1979-ig) Makrisz Agamemnon asszisztenseként dolgozott. 1965–1968 között a Fiatal Képzőművészek Stúdiója Egyesület elnöke volt.
1968-ban egy évre a Korányi-tüdőszanatóriumba került, s ez kihatott későbbi művészetére. Itt Kováts Ferenc orvosprofesszor felkérésére a dinamikus légzés szemléltetéséhez készített fényképfelvételek alapján modelleket, s ez benne a korábbi szobrászati felfogással szakítva új szemléletet és módszert alakított ki. Vajúdó alkotói korszakában Nagyatádra vonult vissza. 1972–1974 között a villányi alkotótelepen dolgozott, annak vezetőségi tagja volt.
1974 és 1977 között a Magyar Képzőművészek és Iparművészek Szövetsége Szimpózium Bizottsága titkára volt. A nagyatádi Nemzetközi Faszobrászati Alkotótelep alapítója (1975–1977) és a villányi Nemzetközi Szobrászati Alkotótelep társalapítója (1978–1985).
A pécsi Janus Pannonius Tudományegyetem Tanárképző Kar Rajztanszékének tanára, majd docense (1982), egyetemi tanár (1992). A Magyar Művészeti Akadémia tagja (1991), elnökségi tagja (1993), alelnöke (1994).
1991-ben a Pécsi Képzőművészeti Mesteriskola egyik alapítója, majd tanszékvezető tanára, 1993-tól a Magyar Képzőművészeti Főiskola tanára, 1995-től a Janus Pannonius Tudományegyetem Művészeti Karán működő doktori program (DLA) vezetője volt, ahol tanítványa többek között Lengyel Péter.
Az 1995. június 3-án létrejött Professzorok Batthyány Körének tagja, 2001. június 1-jétől professor emeritus volt.
Részt vett a pöstyén-moraváni (1970), a villányi (1973) és az oroszvári (1992) szobrászati alkotótelepek munkájában is. 1990-től a vóloszi művészeti telep igazgatója volt.
Korábban éveken át Budapesten, a Százados úti művésztelepen lakott. 1982-től Pécsett, haláláig pedig Pécsváradon élt.
Már főiskolásként megházasodott (első felesége Marton Magda volt), két fia született, akik újságírók  Bencsik András és Bencsik Gábor. Második felesége Szabó Gabriella, akitől szintén két fia született, Csenkey-Bencsik Bálint és Bencsik Viktor.

## Művészete
1954-től kiállító művész. Pályája kezdetén lírai, figurális szobrokat alkotott. 1968-ban az emberi mellkas térbeli koordinátái alapján orvosi célra, fakockákból ragasztott, összecsiszolt, plasztikus, felnagyított, objektívan ábrázolt torzókat mintázott. Ugyanebben az időben fémlemezből hajtogatással, gyűréssel, gesztusszobrokat hozott létre, fémtárgyakat alakított át amorf alakzatokká, drótplasztikákat készített. Az 1970-es évek elején a villányi és a nagyatádi alkotótelepen nonfiguratív szobrokat faragott. A 70-es évek második felétől a torzó lett művészetében a meghatározó motívum. A torzók folytatásai a testrészleteket ábrázoló nagyméretű kő-, fa- és márványszobrai és az 1980-as évek második felétől születő, ujjrészletekből épülő sorozata.
Műveit közgyűjtemények őrzik. Megtalálhatók a székesfehérvári Szent István Király Múzeumban, a pécsi Janus Pannonius Múzeum Modern Magyar Képtárában, a vóloszi Kortárs Szobrászati Gyűjteményben és a Magyar Nemzeti Galériában.
Nagyméretű kőszobrai állnak a villányi szoborparkban, Tokorozavában, Kijoszatóban és Fudzsimi-Kogenben (Japán), Vóloszban (Görögország), a svédországi Anders Wall-gyűjteményben, Lahrban (Németország), Szigetváron és Pécsett.

## Díjai
- 1965 – KISZ Központi Bizottság díja a Stúdió kiállításán, Ernst Múzeum
- 1976 – Szocialista Kultúráért kitüntetés
- 1981 – VII. Országos Kisplasztikai Biennálé II. és III. díja, Pécs;[3]
- 1983 – VIII. Országos Kisplasztikai Biennálé különdíja, Pécs
- 1992 – Kossuth-díj
- 1996 – Baranya Megyei Közgyűlés Tudományos és Felsőoktatási Díja
- 1997 – Pécs város Művészeti Díja[3]
- 2000 – Pécs város Millenniumi-díja[3]
- 2001 – Millenniumi aranyérem[3]
- 2007 – A Pécsi Kisplasztikai Biennálé nagydíja
- 2007 – Pécs Város díja Bükkösdi László emlékére
- 2009 – Prima díj

## Kiállításai

### Egyéni kiállításokból
- 1965 – Stúdió ’64. Ernst Múzeum, Budapest
- 1966 – Tavaszi Tárlat, Kaposvár
- 1969 - Fényes Adolf Terem, Budapest (Keserü Ilonával és Major Jánossal)
- 1975 - Művelődési Központ, Nagyatád
- 1976 – V. Országos Kisplasztikai Biennálé, Pécs
- 1978 - Fegyveres Erők Klubja, Nagyatád (Mizser Pállal, Pauer Gyulával)
- 1980 - Dzsámi, Szigetvár
- 1989 - Kisgaléria, Pécs (Várnagy Péterrel és Uherkovich Ágnessel)
- 1990 - Pécsi Galéria, Pécs
- 1990 - Műcsarnok, Budapest
- 1991 - Városháza, Feldbach
- 1991 - Városháza, Lech
- 1994 - Parti Galéria, Pécs.
- 1995-1996 - Balatonboglár, Kápolna domb. Szabadtéri kiállítás (Farkas Ádámmal)
- 2001 - Budapest, Ernst Múzeum

### Válogatott csoportos kiállításokból
- 1954-től - Magyar Képzőművészeti Kiállítás, Műcsarnok, Budapest
- 1955 - Fiatal képzőművészek és iparművészek kiállítása, Ernst Múzeum, Budapest
- 1960 - Képzőművészetünk a felszabadulás után, Magyar Nemzeti Galéria, Budapest
- 1965-től - Stúdió kiállítás, Ernst Múzeum, Budapest
- 1964-től - Országos Kisplasztikai Biennále, Pécs
- 1965 - Fiatalok Biennáléja, Párizs
- 1965 - A Százados úti művésztelep, Magyar Nemzeti Galéria, Budapest
- 1968 - Stúdió 58-68, Műcsarnok, Budapest
- 1969 - Magyar művészet 1945-1969, Műcsarnok, Budapest
- 1975 - Magyar szobrászati és kisplasztikai kiállítás, Óvárosi Tanácsháza, Prága
- 1978 - Magyar kiállítás, Nápoly
- 1978 - Magyar szobrászati kiállítás, Műcsarnok, Budapest
- 1979 - Faszobrászat 1979, Csontváry Terem, Pécs
- 1980 - Nemzetközi Szobrászati Biennále, Milánó, Monza
- 1982 - Magyar művészeti kiállítás, Södertälje
- 1983 - A kortárs magyar szobrászat tendenciái, Madrid
- 1983 - Művészeti szimpozionok eredményei I. Szobrászat, Műcsarnok, Budapest
- 1984 - Magyar kiállítás, Torontó
- 1986 - Magyar kiállítás, Tokió
- 1987 - Régi és új avantgárd (1967-1975), Csók I. Képtár, Székesfehérvár
- 1991 - Hatvanas évek, Magyar Nemzeti Galéria, Budapest
- 1991 - Leoben, Rathaus Passage
- 1993 - Torzó, Miskolci Galéria, Miskolc
- 1996 - Erózió, Pécsi Galéria, Pécs
- 1997 - Mesterek és tanítványok, Lahr (Bencsik István, Erich Hauser, Akijama Hiromi és tanítványaik, máj. 31-szept. 20.)
- 1997 - Somogyi József és tanítványai. Hadtörténeti Múzeum, Budapest
- 1997 - Mesterek és tanítványok. Stadtpark, Lahr
- 2006 - Siklósi Szalon kiállítása, Bukarest, Moszkva
- 2007 - Pécsi Kisplasztikai Biennále (nagydíj)
- 2008 - Mesterek és tanítványok, Újdelhi
- 2009 - Mesterek és tanítványok, Brüsszel

## Művei

### Köztéri művek

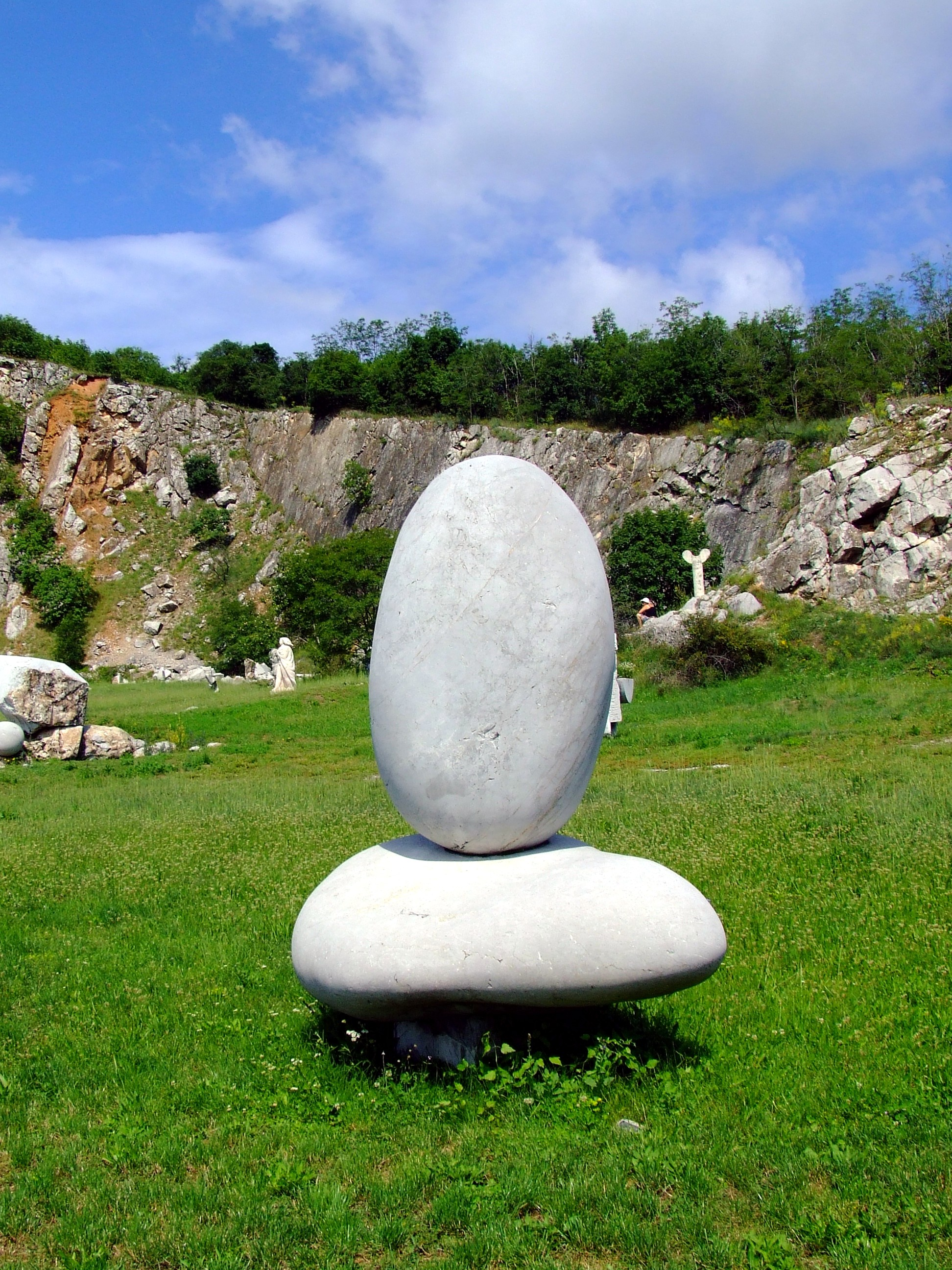
Negyedik

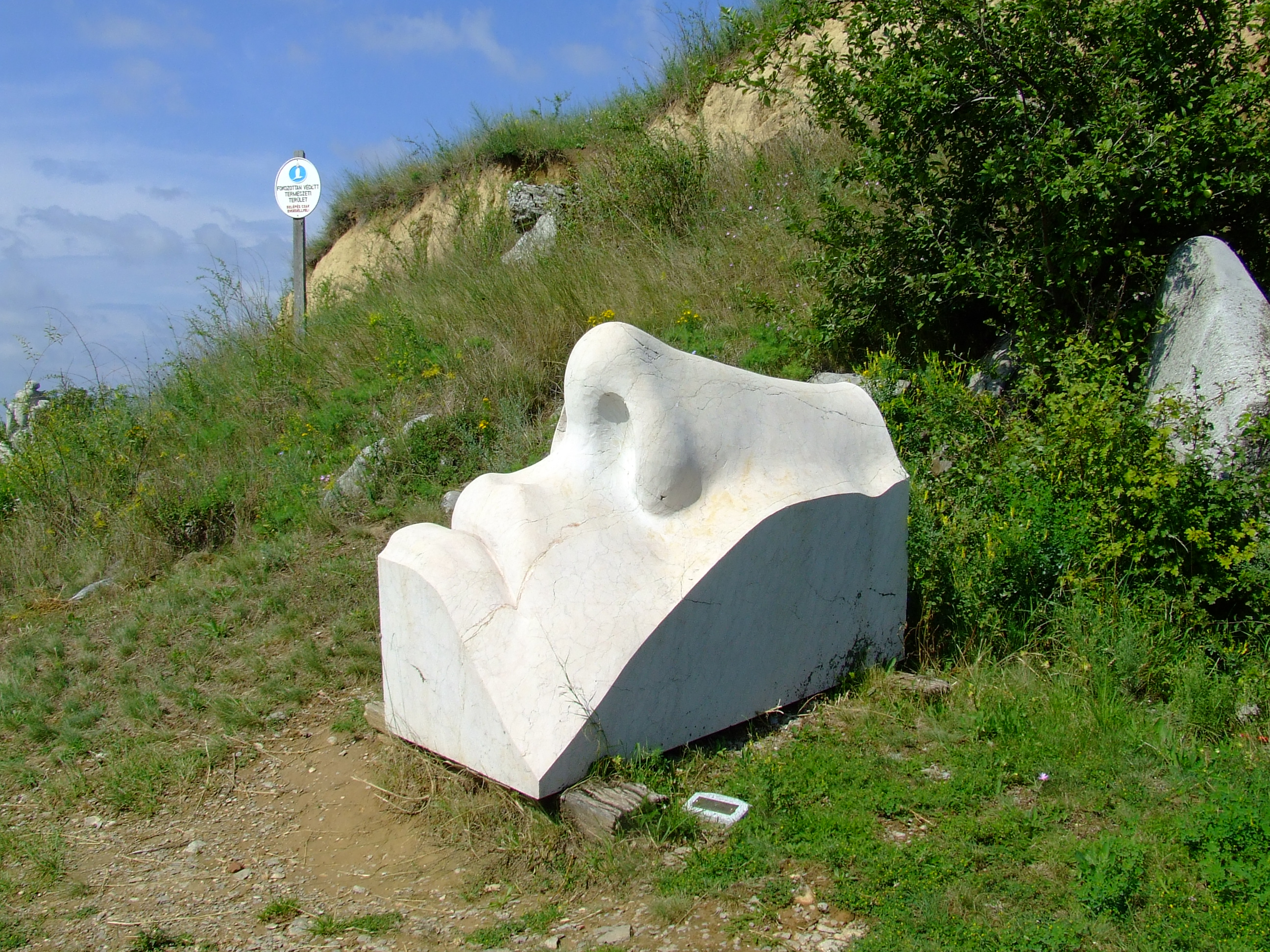
Arc (Madonna)

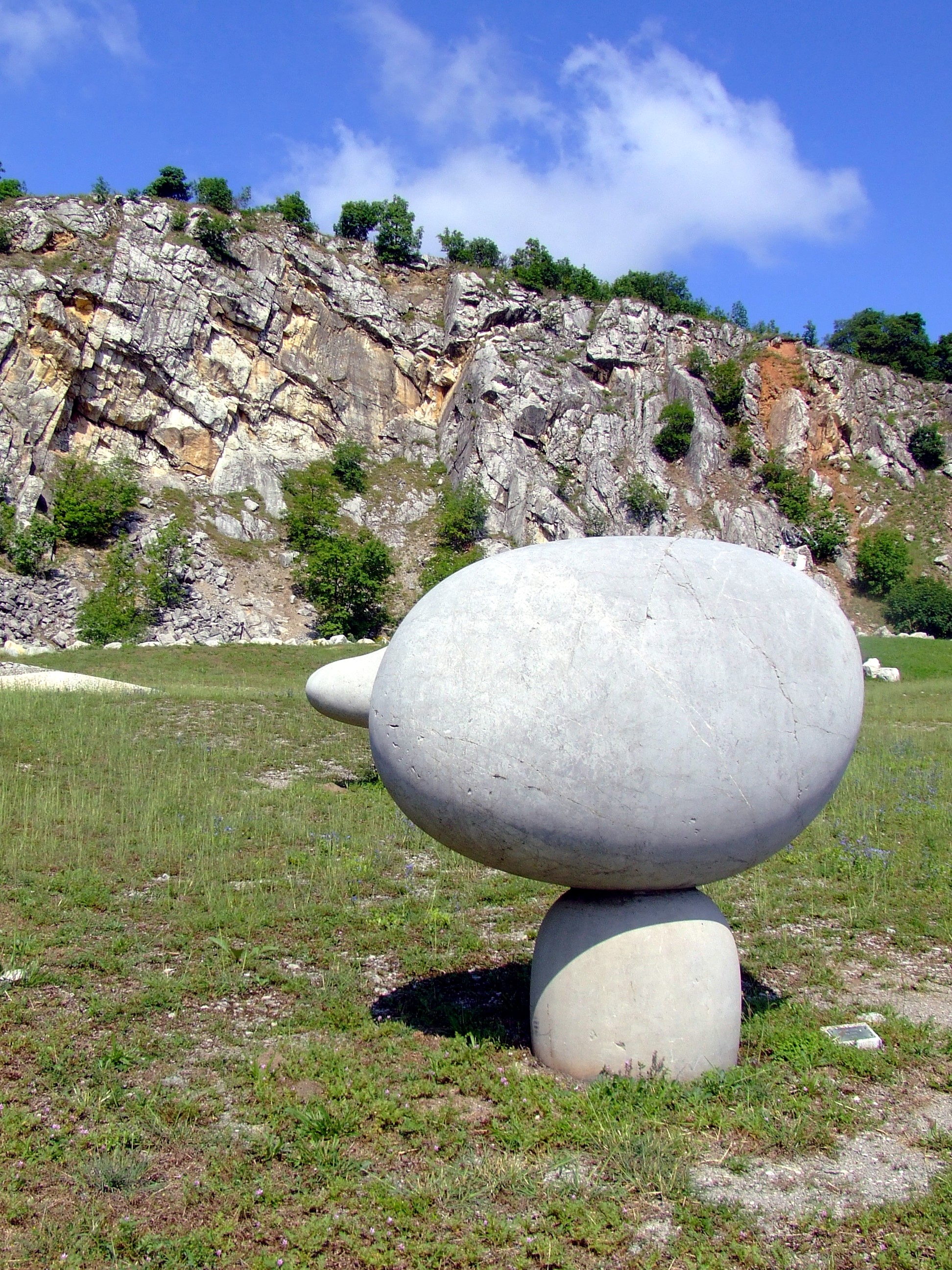
Pulzár

- Libikóka (alumínium, 1958, Gyula, Várkert)
- Fiú szamáron (alumínium, 1959, Gyula, Várfürdő park)
- Napozó [Fekvő nő] (kő, 1963, Pécs, Fenyves Hotel)
- Anya gyermekével (kő, 1964, Kecskemét)
- Csodaszarvas (réz, 1965, felállítva 1967, Dunaújváros)
- Sellő - kútfigura (bronz, 1966, Szolnok)
- Térdeplő leány (márvány, 1968, Zalaegerszeg)
- Zsuzsi (1967, Zalaegerszeg)
- Hommage à Brâncusi (fa, 1970, pöstyén-moraváni faszobrásztelep)
- Játszó mackók (kő, 1970, Budapest, Korányi Szanatórium)
- Kolumbusz tojása (siklósi sárga márvány, 1972, Nemzetközi Szoborpark, Villány)
- Pulzár (beremendi szürke mészkő, 1972, Nemzetközi Szoborpark, Villány)
- Felhő (beremendi szürke mészkő, 1972, Nemzetközi Szoborpark, Villány)
- Negyedik (szürke mészkő, 1973, Nemzetközi Szoborpark, Villány)
- Gyöngy (szürke mészkő, 1973, Pintér-kert, Pécs)
- Információs kód (beremendi szürke mészkő, 1974, Pécs, Pollack Mihály Műszaki Főiskola)
- Idol (fa, 1975, Nagyatád, Nemzetközi Faszobrász Alkotótelep)
- Egyensúly (fa, 1975, Nagyatád, Nemzetközi Faszobrász Alkotótelep)
- Család, szoborcsoport (1976, Pécs, Jurisics Miklós út 16.)
- Hát (fa, 1976-1977, Nagyatád, Nemzetközi Faszobrász Alkotótelep)
- Csillag (fa, 1979, Nagyatád, Nemzetközi Faszobrász Alkotótelep és Pécs, Pollack Mihály Műszaki Főiskola)
- Európa (fehér márvány, 1979, Nemzetközi Szoborpark, Villány, 2002-től Budapest, Erzsébet téren)
- Kis lovag (mészkő, 1980, Nagyatád)
- Arc (Madonna), (siklósi sárga márvány, 1981, Nemzetközi Szoborpark, Villány)
- Jézus feltámadása-oltár (Rétfalvi Sándorral) (kő, bronz, 1982, Pécs, Püspöki palota)
- Kő-munkák (1983, Pécs, Maxi Bár)
- Barbár oltár (gránit, 1983, Szombathely)
- Kő-munkák (1984-1986, Pécs, Arany Sas patika)
- Arany Sas patika díszkút (bronz, 1984-1986, Pécs)
- Kő-munkák (1984-1986, Capri cukrászda, Pécs)
- P. F. síremléke (kő, 1984-1986, Lábod, temető)
- Kő-munkák (1984-1986, OTP Székház, Pécs)
- Ajándék (fehér márvány és gránit, 1986, Tokorozava)
- Tűz (gránit, 1986, Kijoszato)
- Kő-munkák és tulipános díszkút (márvány, 1986-1987, Pécs, OTP fiók, Kossuth u. 11.)
- Kő-munkák (1988, Pécs, Szikra Nyomda ügyfélszolgálati iroda)
- Láng (siklósi sárga márvány, 1988, Pécs, Szikra Nyomda ügyfélszolgálati iroda)
- Genezis II. (Hommage à Einstein), (gipsz, 1988, Paksi Atomerőmű Műszaki Főiskola)
- Genezis IV/2. (andezit, 1988, Fujimi-Kogen)
- Illúzió (márvány, 1988, Vólosz)
- Schulek Frigyes emlékkút (márvány és bronz, 1992) Balatonboglár. (Rétfalvy Sándorral közösen)
- Pénelopé (márvány és üveg, 1992, Pécs, Káptalan utca 5. Modern Magyar Képtár déli parkja).
- A II. világháború halottainak emlékműve (beremendi szürke mészkő, 1993, Orfű)
- Schweidel József mellszobra (márvány, 1996, Pécs, Aradi vértanúk útja).
- Béke veled (márvány, 1997, Lahr).
- Magyar millenniumi emlékmű. (2000, Szigetvár, Dévényi Sándorral közösen.)
- Ruttkai Éva szobra (Felállítás éve: 2002.) Budapest, IX. ker. Róth Miksa utca.
- Genezis (2001, Pécs, Tettye tér)
- Genezis 2. (2004, Tuzla)
- Ezredéves emlékkő. Pécs, Jókai tér.
- Bükkösdi László síremléke (2008, Pécs, Köztemető)
- Millenniumi emlékkút. (Pécs, Jókai tér, Pál Zoltánnal együtt.)
- Németh László emlékére. Pécs, Aradi vértanúk útja.
- A II. világháborúban elesett XII. kerületi polgári áldozatok emlékére (beton, 2008, pályázat Rádóczy Lászlóval).

### Egyéb művei
- Arctöredék (bronz, 41 cm)

### Emlékirat
- Bencsik István szobrászművész visszaemlékezései. Budapest, Jelenkor Kiadó, 1997. 86 oldal